# 馬提亞斯·安利奎·培列德斯
馬提亞斯·安利奎·培列德斯（1982年2月1日—）是一名阿根廷曲棍球運動員，曾代表國家參加2012年倫敦奧運的男子曲棍球比賽，並未獲得獎牌。